# Arzakan
Arzakan là một đô thị thuộc tỉnh Kotayk, Armenia. Dân số ước tính năm 2011 là 2699 người.